# Ejido del Rincón
Ejido del Rincón, även Ejido de la Candelaria, är ett samhälle och ejido i Mexiko, tillhörande kommunen Atlacomulco i den nordvästra delen av delstaten Mexiko, i den centrala delen av landet. Orten hade 294 invånare vid folkräkningen 2010.